# اندی بلر (بازیکن فوتبال)
اندی بلر (انگلیسی: Andy Blair؛ زادهٔ ۱۸ دسامبر ۱۹۵۹) بازیکن فوتبال اهل اسکاتلند است.
از باشگاه‌هایی که در آن بازی کرده‌است می‌توان به باشگاه فوتبال شفیلد ونزدی، باشگاه فوتبال بارنزلی، باشگاه فوتبال استون ویلا، باشگاه فوتبال ولورهمپتون واندررز، باشگاه فوتبال کاونتری سیتی، و باشگاه فوتبال نورث‌همپتون تاون اشاره کرد.
وی همچنین در تیم ملی فوتبال Scotland U21 بازی کرده‌است.